# Movimento de Educação de Base
O Movimento de Educação de Base (MEB), fundado em 21 de março de 1961, é um organismo vinculado à Conferência Nacional dos Bispos do Brasil (CNBB), constituído como sociedade civil, de direito privado, sem fins lucrativos.
Sua missão é "Contribuir para promoção humana integral e superação da desigualdade social por meio de programas de educação popular libertadora ao longo da vida." Atua na educação de jovens e adultos, se utilizando do método ver, julgar a agir, em sintonia com os princípios filosóficos do educador Paulo Freire.

## História
Na década de 1950, Dom Eugênio de Araújo Salles, então Bispo de Natal (RN), visitou a Colômbia para conhecer as Escolas Radiofônicas da Colômbia, iniciadas pelo Padre Salcedo no povoado de Sutatenza, em 1947.
Em 1958, teve início a transmissão de programas educativos pela emissora católica da Diocese de Natal. Posteriormente, ações semelhantes tiveram início em outros estados do Brasil.
Essas ações eram coordenadas por leigos, a maioria deles ligados aos movimentos estudantis católicos (Juventude Estudantil Católica (JEC) e Juventude Universitária Católica (JUC)). Além disso, contavam com o apoio de entidades estudantis laicas como a União Nacional dos Estudantes (UNE) e as Uniões Estaduais dos Estudantes (UEE's).
Essas experiências ocorriam isoladamente, até que, no segundo semestre de 1960, a Rede Nacional de Emissoras Católicas (Renec) promoveu o 1º Seminário de Educação de Base em Aracaju (Sergipe), onde foi debatida a criação de um Movimento Nacional de Educação de Base.
No final de 1960, Dom José Vicente Távora, Arcebispo de Aracaju e Presidente da Renec, enviou uma carta ao Presidente da República, em nome da CNBB, propondo a criação do MEB.
Como resultado, foi publicado o Decreto nº 50.370, de 21 de março de 1961, que previu repasse de recursos do orçamento da União para o MEB, gerido pela CNBB, que se utilizaria de Escolas Radiofônicas nas áreas subdesenvolvidas do Norte, Nordeste e Centro-Oeste.
Em 1963, foi publicado o Decreto nº 52.267, de 17 de julho de 1963, que reafirmou o apoio do governo federal ao MEB.
Voltado para o trabalhador rural e tendo quadros vinculados à Ação Católica Brasileira (ACB), o MEB foi muito além da mera alfabetização, pois procurou realizar um trabalho social mais amplo: conscientizando os camponeses sobre as possibilidades de transformar a realidade. Portanto, temas como sindicalismo, cooperativismo e reforma agrária eram objeto das ações do MEB. 
A evolução do trabalho se deu no contato com as próprias comunidades, a partir trocas de ideias constantes entre o MEB e os trabalhadores rurais e entre os integrantes do próprio MEB. Essa dinâmica se estabeleceu devido à disposição de aprender com as comunidades e pelo sucesso do MEB-Nacional na promoção do contato entre as Equipes, por meio de encontros, estágios, treinamentos, etc. 
O educando assumia a programação educativa do MEB numa linha de ação e reflexão sobre suas necessidades concretas, tais como acesso: à assistência a saúde, a um trabalho digno, à habitação, a formas de produção, ao universo cultural, além de refletir sobre sua pessoa diante de Deus, de sua comunidade e da sociedade em geral. Desse modo, buscava superar níveis de marginalização sócio-econômica, cultural e religiosa, visando à própria libertação integral.
O MEB o produziu cartilhas "Saber para Viver" e "Viver é Lutar", "Mutirão" (1 e 2), essas com desenhos do cartunista Ziraldo, "O Homem do Campo" e "Sucupira".
Com o golpe militar de 1964, o MEB sofreu o peso da repressão política, além de pressões da própria hierarquia da Igreja para realizar mudanças em sua linha de ação. Em dois ou três anos, o Movimento havia praticamente desaparecido. 
Na década de 1970, o MEB ressurgiu, mas com outras características.

## MEB Hoje
Após mudanças na linha de ação o MEB traz uma nova ideia de educação de base, baseado em uma visão de consciência e realidade histórica, buscando contribuir para promoção humana integral e superação da desigualdade social por meio de programas de educação popular libertadora ao longo da vida.
Atualmente o MEB, com toda a sua estrutura e organização traz consigo um modo de educação para jovens e adultos, que vai além da sala de aula, eles prezam por integrar a cultura do meio que se vive a alfabetização e educação de base, buscam ensinar por meio de oficinas de ofícios diversos, não é uma educação para índices é uma educação para que se tenha uma vida melhor.
A área de atuação do Movimento de Educação de Base se dá nas seguintes regiões: Rio Grande do Norte, Alagoas, Amazonas, São Paulo, Distrito Federal, Piauí, Maranhão, Ceará, Roraima atuando também no Norte e Nordeste do estado de Minas Gerais, em regime de parceria com o governo estadual.
A opção preferencial por essas regiões está definida em Estatuto, como áreas populacionais do País em que os indicadores socioeconômicos revelam situação de pobreza e, consequentemente, índices sociais e econômicos abaixo dos desejados.
As ações de mobilização social, de alfabetização de jovens e adultos e de educação de base são responsabilidade de equipes regionais em cada uma das unidades da federação em que atuam. A coordenação pedagógica, o planejamento, o controle administrativo e a avaliação de resultados das ações são monitoradas a partir da Equipe Nacional, localizada em Brasília.

## Estrutura Organizacional
- Conferência Nacional dos Bispos do Brasil (CNBB)
- Conselho Diretor Nacional (CDN)
- Secretaria Geral (SG)
- Conselho Fiscal (CF)
- Equipe Nacional (EN)
- Equipe Local (EL)
- Sistemas de Base (SB)
- Secretaria Executiva[1]